# Giorginho Aguirre
Giorginho Aguirre, vollständiger Name José Giorginho Aguirre Fleitas, (* 23. März 1993 in Paysandú) ist ein uruguayischer Fußballspieler.

## Karriere
Der 1,74 Meter große Offensivakteur Aguirre stand bis Mitte Juli 2013 bei Miramar Misiones unter Vertrag. Von dort wechselte er nach Rumänien zu Corona Brașov in die Liga 1. Er absolvierte sechs Ligaspiele ohne persönlichen Torerfolg. Sein Verein stieg am Saisonende als Tabellenletzter in die Liga II ab. Ende August 2014 schloss er sich dem albanischen Verein Vllaznia Shkodra, für den er in der Folgezeit ein Ligaspiel (kein Tor) in der Kategoria Superiore bestritt. Anfang Februar 2015 setzte er seine Karriere nach Rückkehr in sein Heimatland beim Zweitligisten Cerro Largo FC fort. In der Saison 2014/15 wurde er siebenmal in der Segunda División eingesetzt und erzielte einen Treffer. Anfang August 2016 schloss er sich dem Zweitligisten Canadian Soccer Club, für den er in der Saison 2016 sieben Ligaspiel (zwei Tore) absolvierte. Mitte Februar verpflichtete ihn der Club Atlético Torque, für den er bislang (Stand: 23. Juli 2017) in vier Zweitligapartien (ein Tor) auflief.